# 2K Sports
2K Sports — подразделение 2K, которая принадлежит корпорации Take-Two Interactive Software, Inc. Состоит из объединённой студии-разработчика, Visual Concepts, которая была приобретена у компании Sega в 2005 году. Игры, разработанные и изданные под лейблом 2K Sports, главным образом сосредоточены на американских спортивных играх, включая: NFL Football, NCAA Football, NCAA Basketball, NBA Basketball, NHL Hockey, MLB Baseball и WWE2K.

## История
В январе 2005 года Take-Two Interactive приобрела компанию Visual Concepts и её дочернюю компанию, Kush Games, разработчиков некоторых спортивных игр, и некоторые права на интеллектуальную собственность, связанных с этими продуктами от Sega за $24 млн. долларов США.
2K Sports, которая в конце 2004 года приобрела студию Indie Built, принадлежавшую Microsoft Game Studios, закрыла и объединила её со своим составом в апреле 2006 года. Indie Built была известна своей работой над играми Amped, Links и Top Spin.
Однако 2K Sports ещё владеет правами на интеллектуальную собственность компании. 2K Sports имеет исключительные права производить игры про спортивные организации Major League Baseball и World Poker Tour.
20 октября 2008 года 2K Sports выпускает свою первую игру на PC, NBA 2K9. Их второй проект, MLB Front Office Manager, был выпущен 27 января 2009 года. 23 января 2013 года 2K Sports купила лицензию на игру WWE от THQ.
Выпуск серии MLB 2K прекратился 6 января 2014 года, так как MLB 2K13 была подвергнута критике за то, что она была почти такой же как и MLB 2K12. Тем не менее, бейсбольные фанаты и владельцы Xbox были разочарованы закрытием серии.
2K Sports главным образом конкурирует с EA Sports.

## Изданные игры

### 2005
- Major League Baseball 2K5
- NHL 2K6
- NBA 2K6
- Top Spin
- World Poker Tour
- Amped 3
- College Hoops 2K6

### 2006
- Torino 2006
- College Hoops 2K7
- Top Spin 2
- Major League Baseball 2K6
- NHL 2K7
- NBA 2K7

### 2007
- Major League Baseball 2K7
- The BIGS
- All-Pro Football 2K8
- NHL 2K8
- NBA 2K8
- College Hoops 2K8
- MLB Power Pros

### 2008
- Major League Baseball 2K8
- Major League Baseball 2K8 Fantasy All-Stars
- Don King Presents: Prizefighter
- Top Spin 3
- MLB Power Pros 2008
- NHL 2K9
- NBA 2K9
- MLB Stickball
- MLB Superstars

### 2009
- MLB Front Office Manager
- Major League Baseball 2K9 Fantasy All-Stars
- Major League Baseball 2K9
- Don King Boxing
- The BIGS 2
- NHL 2K10
- NBA 2K10

### 2010
- NHL 2K11
- Major League Baseball 2K10
- NBA 2K11[7]

### 2011
- Top Spin 4[8]
- Major League Baseball 2K11
- NHL 2K12
- NBA 2K12
- Canadian Football 2K12 (CFL 2K12)
- College Hoops 2K12

### 2012
- NBA 2K13
- Major League Baseball 2K12

### 2013
- WWE 2K14
- 2K Drive
- NBA 2K14
- MyNBA 2K14
- Major League Baseball 2K13

## Внутренние разработчики
- Visual Concepts
- Kush Games (закрыта в 2008)
- PAM Development (Top Spin Tennis, закрыта в 2008)
- Venom Games (Don King Presents: Prizefighter, закрыта в 2008)
- Indie Built (Amped 3, закрыта в 2006)